# Die Unsichtbaren – Wir wollen leben
Die Unsichtbaren – Wir wollen leben ist ein deutsches Kino- und TV-Dokudrama von Claus Räfle aus dem Jahr 2017, das mit knapp 93.000 Zuschauern die erfolgreichste deutschsprachige Produktion diesen Formates bisher im Kino hierzulande ist. Der in Teilen dokumentarische Spielfilm erzählt die wahren Rettungsgeschichten von vier jüdischen Jugendlichen in Berlin während des Holocaust. Die Hauptrollen spielen Max Mauff, Alice Dwyer, Ruby O. Fee und Aaron Altaras. 

## Handlung
Die Spielszenen, die auf wahren Ereignissen und Erlebnissen der vier Vorbilder der Filmfiguren basieren, wechseln sich mit ausführlichen Interviews mit den Zeitzeugen ab. Die jüdischen Teenager Cioma Schönhaus, Hanni Lévy, Ruth Arndt-Gumpel und Eugen Friede schaffen es, mitten während der stärksten Verhaftungswellen gegen Juden in der Reichshauptstadt Berlin in gewissem Maße unsichtbar zu werden. Schönhaus, eigentlich Grafiker, fälscht heimlich Pässe für Juden und kann so viele Leben retten. Hanni Lévy versucht mit blondierten Haaren als Arierin durchzugehen; sie findet wiederholt durch Zufall Unterstützer. Eugen Friede lebt bei einer deutschen Familie, trägt eine Uniform der Hitlerjugend und hilft sogar der Widerstandsgruppe Gemeinschaft für Frieden und Aufbau beim Herstellen und Verteilen von Flugblättern. Ruth Arndt-Gumpel tarnt sich als junge Kriegerwitwe und serviert als Haushälterin NS-Offizieren Schwarzmarkt-Delikatessen.

## Produktion
Das Drehbuch zum Film wurde von Regisseur Claus Räfle gemeinsam mit Alejandra López verfasst. Es basiert auf umfangreichen Interviews mit den vier im Film nacherzählten Rettungsgeschichten von Hanni Lévy, Cioma Schönhaus, Eugen Friede und Ruth Gumpel.
Das 110-minütige Dokudrama ist eine Co-Produktion von LOOK! Filmproduktion und Cine Plus mit NDR, WDR, SWR und RBB. Gefördert von Medienboard Berlin-Brandenburg, Filmstiftung NRW, Nordmedia und dem DFFF. 
Die Dreharbeiten liefen vom 30. März bis zum 4. Mai 2016 in Berlin, Nordrhein-Westfalen und Niedersachsen. In Niedersachsen wurden einige Szenen im Schloss Bückeburg gedreht. Dabei dienten die noch in Originalzustand befindlichen Kammern unter dem Dach des Schlosses als Kulisse für die Verstecke der „Unsichtbaren“ auf Berliner Dachböden.
Der Film, welcher von Tobis Film vertrieben wird, hatte am 24. Oktober 2017 seine Kino-Premiere im Kino-International in Berlin und kam am 26. Oktober 2017 deutschlandweit in die Kinos, nachdem er zuvor beim Filmfest Hamburg uraufgeführt wurde. Insgesamt erreichte der Film 92.762 Zuschauer (Stand 12/2018) in Deutschland. 
Der Weltvertrieb Beta Cinema lizenzierte den Film 2017 in Cannes in zahlreiche Länder und Märkte. U. a. wurde er im Kino in den USA, Israel, Japan, Brasilien, Portugal, Kroatien und Italien erfolgreich herausgebracht. 
Im April 2018 wurde der Film in Israel vom Nachshon Verleih Tel Aviv herausgebracht. Seine Premiere hatte der Film im Stadttheater Jerusalem und anlässlich einer ausverkauften Präsentation auf dem Dach des Rathauses Tel Aviv am Vorabend des landesweiten jährlichen Shoah-Gedenkens. 
Besonders erfolgreich liefen The Invisibles nach einer Reihe von weltweiten Festivalteilnahmen – u. a. in Mill Valley, wo der Film einen Silver Audiance Award gewann, beim New York JF, San Diego Jewish Filmfestival, Long Beach Filmfestival u. v. m. – Kinostart in den USA war am 26. Januar 2019. Der amerikanische Verleih ist die New Yorker Greenwich Entertainment. Das Drama wurde ein knappes halbes Jahr im Box Office gerankt. Die US-Oscars Academy Library übernahm das Drehbuch in seine Core Collection Scripts.
Außerdem wird der Film in China, Frankreich, Portugal, Italien, England und weiteren Ländern und Märkten per Streaming und VoD vertrieben.
Die Unsichtbaren war einer der deutschen Mitbewerber bei der nationalen Vorauswahl von German Films für den Oscar 2019 als bester nichtenglischsprachiger Film.
Free-TV-Premiere bei der ARD war am 16. Januar 2019 zur Prime Time um 20:15 Uhr, mit knapp drei Millionen Zuschauern. Zwischen 2020 und 2022 konnte der Film bei Netflix gestreamt werden, aktuell ist er bei Amazon Prime, Google Play und Apple TV im Programm. 
Während der Herausbringung im Kino wurde vor allem das Schicksal, der als Waise in Berlin geretteten Hanni Lévy einem großen Publikum durch zahlreiche Auftritte und Interviews in TV, Radio und Zeitschriften bekannt. U. a. war sie Gast bei der Talk-Sendung Markus Lanz, bei Stern TV und wurde für das ARD-Kulturmagazin titel, thesen, temperamente interviewt. 
Das Goethe-Institut zeigte den Film in zahlreichen Ländern weltweit. 
Für den Schauspieler Andreas Schmidt, der im Film Hans Winkler verkörpert, war Die Unsichtbaren – Wir wollen leben die letzte Rolle vor seinem Tod am 28. September 2017.

## Hintergrund
Das Untertauchen von jüdischen Bewohnern vor der Judenverfolgung der Nazis innerhalb der eigenen Heimatstadt war äußerst riskant. Gezeigt wird auch die gefährliche Situation der Judenretter. Ohne Unterkunft konnten sich Juden kaum längere Zeit verbergen. Mitgeführtes Gepäck würde bei Kontrollen Verdacht erregen. Fehlende Papiere führten zur Festnahme. Manche der Untergetauchten, die auch „Illegale“ oder „U-Boote“ genannt wurden, konnten sich mit Helfern absprechen, manche fanden Retter per Zufall, andere hatten ein kleines Netzwerk, das über lange Zeit immer wieder für Unterkunft und Lebensmittel sorgte.

## Rezeption und Kritik
In den deutschen Feuilletons wurde der Film sowohl anlässlich seiner Kino-Herausbringung am 26. Oktober 2017, als auch zur deutschen Free-TV-Premiere am 16. Januar 2019 im Ersten fast ausnahmslos positiv besprochen. Die Frankfurter Rundschau rezensierte, dass „kaum ein Film mehr Mut zum Widerstand macht, selten lässt sich dieses Thema spannender gegenüber Teenagern vermitteln.“
Hilmar Klute schrieb in der Süddeutschen Zeitung: „Ein ergreifendes Stück Geschichtsschreibung, dass Dokumentation und Filmkunst addiert. Es sind Geschichten, die vom Mut der Verzweiflung handeln, von der Geschicklichkeit und Kühnheit, zu der sich jemand aufschwingt, der außer dem sicheren Tod nichts zu erwarten hat.“
Die Welt befand, „Die Unsichtbaren sei ein historisches Lehrstück, dass sich auf die Retter und nicht auf die Mörder konzentriere“.
Der Berliner Tagesspiegel urteilte über den Film gleich mehrfach. So beurteilte die Zeitung Die Unsichtbaren als „grandioses Dokudrama“ und verband dies mit einem ausführlichen Interview, einer der damals noch lebenden Protagonistinnen, Hanni Lévy, die im Film von der Schauspielerin Alice Dwyer gespielt wird.
Ebenfalls im Tagesspiegel kritisierte Kurt Sagatz anlässlich der TV-Premiere am 16. Januar 2019, dass dies zwar eine „große Tat der ARD“ sei, der Sender allerdings wenig Sensibilität an den Tag legte, da „wer, wie die 2,77 Millionen Zuschauer, in den Film von 20 Uhr 15 bis 22 Uhr eintauchte, der tat sich schwer mit dem Auftauchen, so emotional ergreifend, so berührend waren die 105 Minuten, dieses Manifest von Überlebenswillen, Menschlichkeit und Mitmenschlichkeit in der Zeit von Hass, Rassismus und Mordlust“, weil er danach, während des Abspanns, mit Trailern bombardiert wurde.
Die WAZ schrieb zum Kinostart am 26. Oktober 2017, das Drama „beweist künstlerischen Mut und münzt ihn zu einem spannenden Kinoerlebnis um“.
Zahlreiche regionale und überregionale Tageszeitungen hoben hervor, dass die eigentlich schwierige Mischung aus Dokumentation und Spielfilm ausgesprochen feinfühlig ineinander verflochten und überaus gelungen war.
Die EPD merkte an, dass „die Melange überraschend gut aufgehe. Die Lebendigkeit, mit der die Zeitzeugen von ihrer Jugend in der Illegalität erzählen, scheint fast bruchlos in die inszenierten Bilder einzufließen.“
Dem schlossen sich reichweitenstarke Wochenmagazine an. Stefanie Hentschel urteilte in der Brigitte: „Das ist so kunstvoll gemacht, so ineinander fließend und überlappend, dass es einen schon nach Minuten in den Bann zieht […] Ein in jeder Beziehung unvergesslicher Film.“ 
Der Spiegel brachte eine größere Fotostrecke samt Interview, um an die Überlebende Hanni Lévy zu erinnern.
DIE UNSICHTBAREN – WIR WOLLEN LEBEN von Claus Räfle setzt nicht nur ihnen, sondern allen Verfolgten und Rettern ein würdiges filmisches Denkmal und verlieh damit das Prädikat besonders wertvoll.
Der Filmdienst urteilte: „Dramaturgisch geschickt verknüpft der Film Zeitzeugen-Interviews mit spannend umgesetzten Nachinszenierungen, wobei sich die Überlebenden als begnadete Erzähler entpuppen, deren Erinnerungen szenisch umgesetzt werden“. Die „von den Schauspielern geschaffenen Charaktere“ würden dabei „auf reizvolle Weise zum Vergleich mit den realen Vorbildern anregen“.
Weitere Hörfunk- und TV-Sendungen befassten sich mit den Unsichtbaren. 
Deutschlandfunk Kultur kommentierte, dass es beeindruckend gelang, die Stimmung junger Menschen zwischen Angst und Übermut, Trotz und Melancholie, Mut und Tollkühnheit einzufangen.
Filmstarts schrieb: „Einer der besten deutschen Filme des Jahres“
Bundestagspräsident Wolfgang Schäuble zitierte den Film anlässlich seiner Rede vor dem deutschen Bundestag zum Tag des Gedenkens an die Opfer des Nationalsozialismus am 27. Januar 2019: „Die ARD zeigte vor einigen Wochen eine aufrüttelnde Filmdokumentation über Menschen, die sich ihrer Deportation widersetzten. Die im Versteck überlebten. „Die Unsichtbaren“ vermittelt auf ergreifende Weise den ungebrochenen Lebenswillen, die Lebenslust im Angesicht der Lebensgefahr.“
Darüber hinaus wurde das Dokudrama auch international, vor allem in den USA, England und Israel zum Kinostart in zahlreichen wichtigen Zeitungen rezensiert. Das Wall Street Journal betont die gelungene Form der Mischung aus Spiel und Dokumentarpassagen.
Der San Francisco Chronicle widmete The Invisibles nach seiner landesweiten Veröffentlichung durch Greenwich Entertainment am 26. Januar 2019 eine ausführliche Besprechung:

“The Invisibles” flows so well, so intuitively, that it’s hard to imagine how director Claus Räfle and his co-screenwriter Alejandra Lopez conceived it in advance. It’s a marvel of construction, a composition of many thousands of pieces that plays as though it arrived fully formed and inevitable, in a perfect state. And this is all the more impressive in that it juggles not one but four separate stories, cutting from one to another in a way that’s never jarring.

„„The Invisibles“ läuft so gut, so intuitiv, dass man sich kaum vorstellen kann, wie Regisseur Claus Räfle und seine Co-Drehbuchautorin Alejandra Lopez sich das im Voraus ausgedacht haben. Es ist ein Wunderwerk der Konstruktion, eine Komposition aus vielen tausend Einzelteilen, die so wirkt, als sei sie vollkommen und unvermeidlich, in einem perfekten Zustand angekommen. Und das ist umso beeindruckender, als er [der Film] nicht nur mit einer, sondern mit vier verschiedenen Geschichten jongliert und von einer zur anderen wechselt, ohne dass es je zu einem Bruch kommt.“

Barry Goldstein rezensierte für die Los Angeles Times, dass das Dokudrama eine bewegende Holocaust-Geschichte im Kino erzählt.
Chicago Tribune und New York Times brachten ebenfalls Kritiken zum US-Start, wo der Film allein in Manhattan in neun Kinos gespielt wurde.
Die New York Post interviewte die Holocaust-Überlebende Hanni Lévy vor der Premiere, zu der die damals 92-Jährige aus Paris angereist war.
Die Jerusalem Post urteilte zum Kinostart in Israel am 11. April 2018: „Dieser Hybridfilm ist ein Wagnis, das sich auszahlt. Er spielt wie ein Thriller, ist aber umso bemerkenswerter, weil er wahr ist.“
Die britische Times schrieb am 4. November 2017, dass The Invisibles einer der besten Filme des Jahres sei.
Jornal Oglobo, Rio de Janeiro und Fohla de S.Paulo, São Paulo rezensierten den Film anlässlich seiner Hausbringung in Brasilien im Oktober 2018.